# Grb Laosa
Grb Laosa prikazuje nacionalno svetište Pha That Luang. Uz njega je prikazana i brana, asfaltirana cesta, zupčanik i stilizirana vodena polja. Ispod grba su trake s natpisima "Mir, nezavisnost, demokracija" te "Jedinstvo i prosperitet".

## Također pogledajte
- Zastava Laosa